# Joe Cassano
Giovanni Cassano, detto Joe Cassano (Bologna, 25 novembre 1973 – Bologna, 3 aprile 1999), è stato un rapper italiano.
È considerato, nonostante l'esigua quantità di opere da lui pubblicate, tra i maggiori esponenti dell'hip hop italiano anni novanta.

## Biografia

### L'infanzia e l'Hip-Hop
Italo-americano di origine, Cassano nasce a Bologna il 25 novembre 1973. Dopo aver terminato il liceo classico, inizia a studiare psicologia e si dedica allo studio e alla pratica di arti marziali come karate e kickboxing. Durante l'adolescenza vive per alcuni periodi a New York.
Amante e protagonista della cultura hip hop, inizia a muovere i primi passi nel rap underground italiano: partecipando a jam come Zona Dopa (Pescara) o Mic Check (Bologna). Nel 1997 inizia una collaborazione con Inoki, il collettivo bolognese Porzione Massiccia Crew e i Fuckin' Camelz'n Effect, senza entrare a farne parte.
Nel 1998 e nel 1999 partecipa ai mixtape 50 eMCee's II e Demolizione (PMC). Nel 1999 registra con Inoki il brano Giorno e notte, inserito nell'album Novecinquanta di Fritz da Cat. Nello stesso anno prese parte al brano Teste Mobili Pt. 1, presente in Sindrome di Fine Millennio degli Uomini di Mare.

### La morte e l'album postumo
Cassano muore il 3 aprile 1999 a 25 anni a causa di un arresto cardiaco. Il fratello Alberto decide di completare l'album a cui stava lavorando e pubblica Dio Lodato prodotto dalla Portafoglio Lainz.
Dopo la sua morte sono numerosi i tributi nei suoi confronti da parte di colleghi e writer che riconoscono la sua importanza all'interno della scena hip hop, e che gli hanno dedicato vari murali. Nel 2008 è stato organizzato a Bologna il Joe Cassano Memorial.

## Discografia

### Album
- 1999 – Dio lodato

### Collaborazioni
- 1998 - Nocche Dure, Rischio il Culo, Giorno e Notte (con Inoki) (Demolizione Mixtape della Porzione Massiccia Crew)
- 1999 - 50 MCs (con Inoki, DJ Lugi) (50 eMCee's II)
- 1999 - Teste Mobili Pt. 1 (con gli Uomini di Mare, Nesly Rice, DJ Inesha) (Sindrome di Fine Millennio degli Uomini di Mare)
- 1999 - Nocche Dure (Live Version) (Missione Impossibile)
- 1999 - Giorno e Notte (con Inoki) (NoveCinquanta di Fritz da Cat)
- 2001 - Lirico Alchimista (con Inoki), Stile di Joe (5º Dan di Inoki)